# Jonas Graetzer
Jonas Graetzer (aussi Jonas Grätzer, né le 19 octobre 1806 à Tost et mort le 25 novembre 1889 à Breslau) est un médecin et historien de la médecine prussien.

## Biographie
Jonas Graetzer étudie la médecine à l'Université de Breslau et obtient son doctorat en 1832. Il travaille ensuite comme médecin à Breslau jusqu'à la fin de sa vie. Jonas Graetzer, qui est nommé conseiller médical privé du roi, travaille comme "médecin directeur des hôpitaux" et est l'auteur de nombreux écrits sur des sujets médicaux. L'accent de son travail scientifique est sur l'histoire de la médecine.
Le 27 juillet 1886, il est admis sous la présidence du physicien Hermann Knoblauch (de) dans la section de médecine scientifique sous l'immatriculation no. 2600 en tant que membre de l' Académie allemande impériale léopoldino-carolinienne des scientifiques naturels.

## Publications
- De phlegmasia alba dolente. Dissertatio inauguralis medica. Breslau 1832 (Digitalisat).
- Die Krankheiten des Foetus. Georg Philipp Aderholz, Breslau 1837 (disponible sur Internet Archive).
- Ueber die Organisation der Armen-Kranken-Pflege in grösseren Städten. Georg Philipp Aderholz, Breslau 1851 (disponible sur Internet Archive).
- Daniel Gohl und Christian Kundmann. Zur Geschichte der Medicinal-Statistik, Breslau 1884 (online).
- Lebensbilder hervorragender schlesischer Aerzte aus den letzten vier Jahrhunderten. Druck und Verlag von S. Schottlaender, Breslau 1889 (disponible sur Internet Archive).